# Afonso de Noronha, 5.º vice-rei da Índia
Dom Afonso de Noronha (1510 — ????) foi um nobre e militar português, governador de Ceuta entre 1540 e 1549, sucedendo ao seu irmão, Nuno Álvares Pereira de Noronha e 5.º Vice-rei da Índia e 16.º Governador da Índia Portuguesa, de 1550 a 1554. Na Índia edificou as fortalezas dos Reis Magos de Goa e de Mascate, pacificou o Ceilão e defendeu bravamente Ormuz, quando atacada por uma poderosa esquadra turca.
Era o quarto filho de Dom Fernando de Menezes, 2.º Marquês de Vila Real com Dona Maria Freire de Andrade.
Casou com D. Maria de Eça, que o substituiu no Governo da Capitania de Ceuta.